# Tersánszky Józsi Jenő
Tersánszky Józsi Jenő (Nagybánya, 1888. szeptember 12. – Budapest, 1969. június 12.) Kossuth- és Baumgarten-díjas magyar író, a Digitális Irodalmi Akadémia posztumusz tagja, a 20. századi magyar prózairodalom egyik kiemelkedő alakja.

## Élete

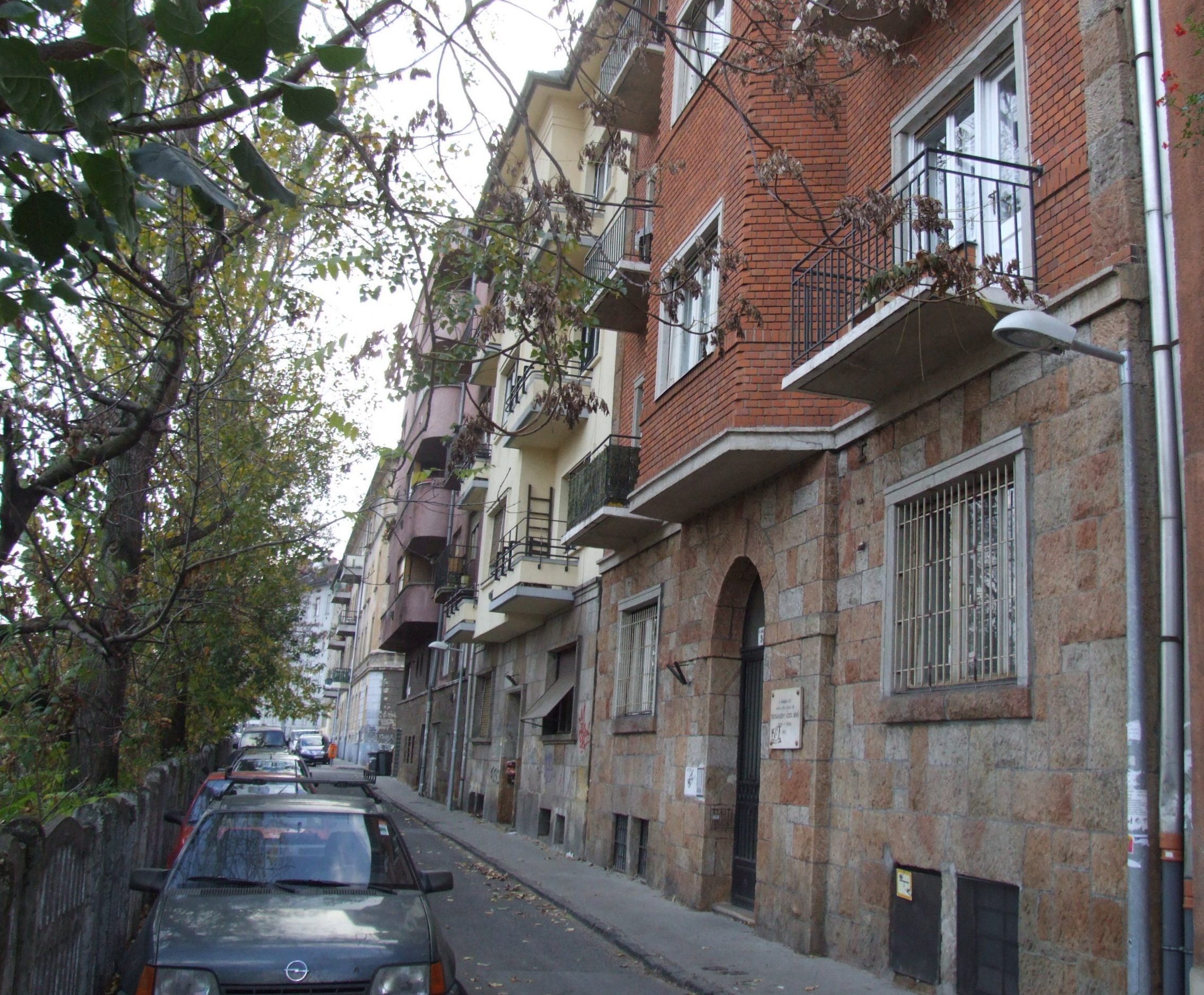
Lakóháza a XII. kerületi Avar utcában

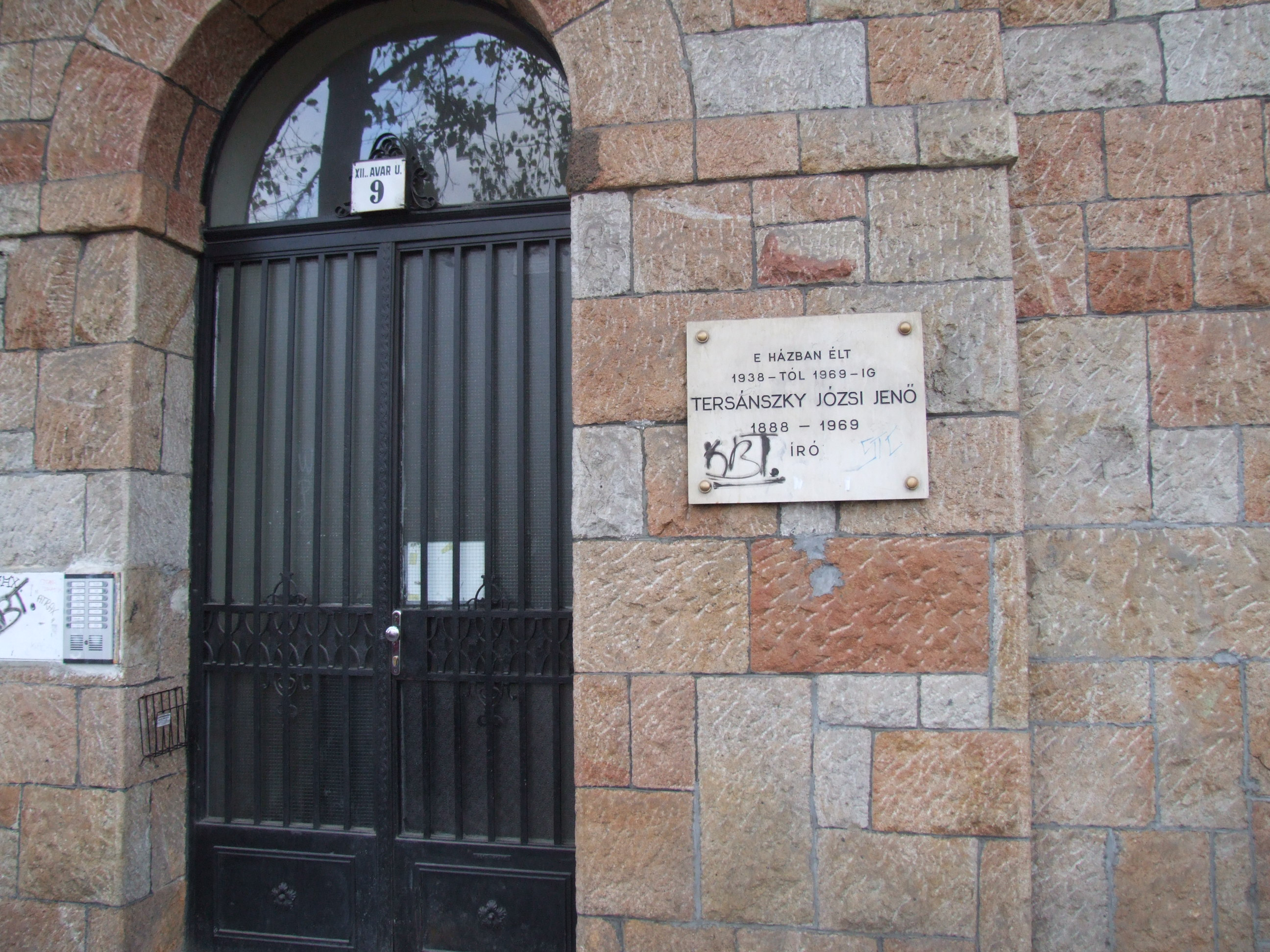
Tersánszky Józsi Jenő emléktáblája a XII. kerület Avar utca 9 számú ház falán

Tersánszky Jakab és Fox Etelka elsőszülött gyermekeként született Nagybányán, 1888. szeptember 12-éről 13-ára virradó éjszakán, éjfél körül, vallása római katolikus. 1906-ban érettségizett szülővárosában. Eredetileg festőnek készült, de apja nyomására jegyzőgyakornok lett Szapáryfalván. 1907-ben egy évig gyakornokként joggal foglalkozott Nagybányán, majd beiratkozott az eperjesi jogakadémiára.
Tervei szerint a Budapesti Tudományegyetem jogi karán készült folytatni tanulmányait, de a tandíjra összespórolt összeget végül elmulatta és kénytelen volt segédmunkásnak állni. Első novelláját, a Csöndes embereket is pénzgondjai enyhítésére írta. Osvát Ernő figyelt fel tehetségére, így jelenhetett meg első írása 1910 februárjában a Nyugatban. Alig egy évvel később, 1911-ben novelláskötetét kiadta a Nyugat Könyvtár.

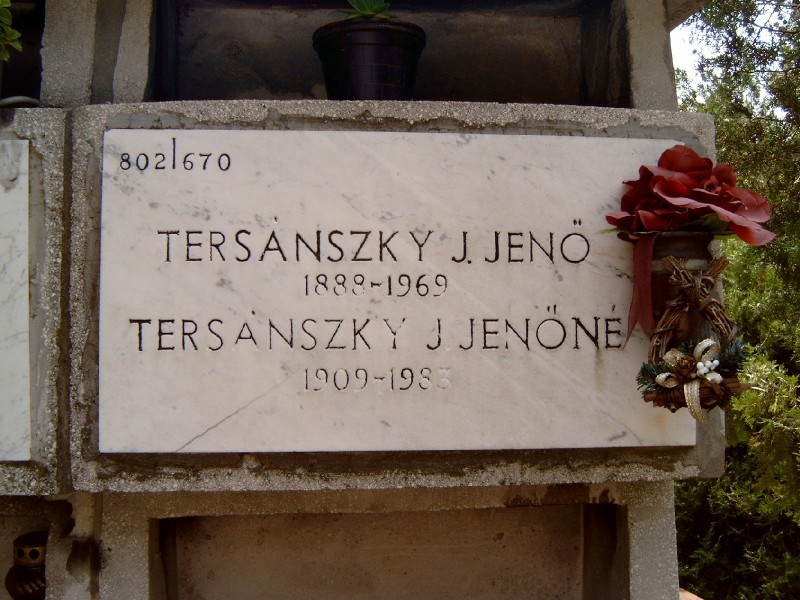
Tersánszky Józsi Jenő hamvai a budapesti Farkasréti temetőben (Hv802-670. fülke)

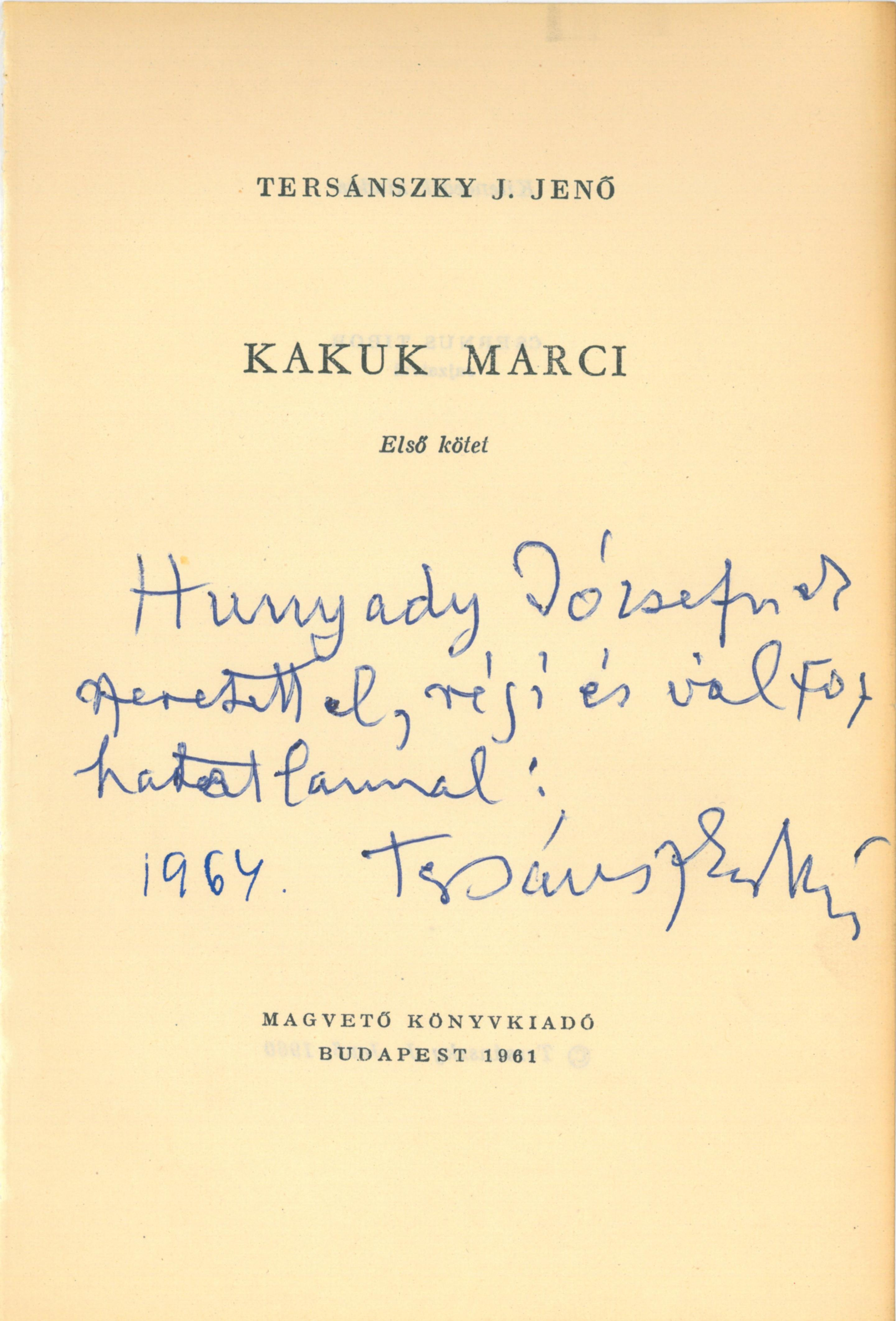
Tersánszky Józsi Jenő Kakuk Marci c. könyvének első kötetéből Hunyady József írónak dedikált címlapja 1964-ből

Az első világháborúban mint önkéntes vett részt, 1918-ban olasz fogságba esett és csak 1919 augusztusának elején érkezett vissza Budapestre. A háborús élményeit Viszontlátásra, drága című regényében örökítette meg. A regény a magyar háborúellenes irodalom egyik kiemelkedő alkotása, amelyet Ady a Nyugat 1916. december 1-ei számában "az első igazi háborús regény"-ként méltatott. Tersánszky első igazi nagy írói sikere is ehhez fűződik.
1918-ban már válogatott elbeszélései is megjelentek. A Magyarországi Tanácsköztársaság ideje alatt szimpatizált a forradalommal, amelynek bukása után a kommunizmus iránti nem titkolt rokonszenve miatt a Horthy-korszakban rengeteg támadás érte. A húszas évek elejére nélkülözései különös mód megviselték. 1921. június 16-án még öngyilkosságot is megkísérelt, az Erzsébet hídról a Dunába vetette magát. Szerencsés megmenekülése hírét olvasta az újságban az irodalom iránt érdeklődő Molnár Sári (1896-1960, Kornhauser Henrik és Roth Ernesztina lánya), aki levelezni kezdett az íróval, s végül 1921. szeptember 8-án Budapesten, a Józsefvárosban házasságot kötöttek.
Gyors egymásutánban születtek művei, köztük a Kakuk Marci ifjúsága, ami 1921-ben jelent meg, és amely fő művének, a ciklikus szerkezetű Kakuk Marci regénynek az első darabja. A Nyugat folytatásokban közölte Rossz szomszédok című regényét, majd 1922 júliusában a lap főmunkatársai közé került.
A polgári társadalom keretei közül kihullott, máról holnapra élő csavargót nem rajzolta ideálalakká: látta hibáit és életformájának fogyatékosságát, egyediségét is.
Érdeklődése ezzel egy időben a színház felé fordult, 1923-ban a Magyar Színház tűzte műsorára Szidike című darabját, amelyet később átdolgozott. Ettől kezdve sorra mutatták be darabjait a magyar színházak. 1927-ben a három évvel korábban megírt A céda és a szűz című kisregényét „szeméremsértőnek” találták, emiatt két havi börtönbüntetést kapott, melynek egy részét letöltötte. 1932-ben sajátos színházat is szervezett, a Képeskönyv Kabarét, ahol kis regős együttesével maga is fellépett. Anyagi nehézségeinek enyhítésére számos detektívtörténetet és krimit is írt, miközben folyamatosan írta az egyre gyarapodó Kakuk Marci-történeteket is.
1940-től mint újságíró riporter dolgozott a Híd című lapnak, két évvel később itt jelent meg Félbolond című regénye is. 1944-ben hamis igazolványokat szerzett a menekülő zsidóknak, a háború után pedig zenehumoristaként szórakozóhelyeken, bárokban lépett fel, miközben dolgozott a Magyar Rádió Gyermekújság rovatának is. 1948-tól állami évjáradékban részesítették, Párizsban is megfordult. 1950-től kezdve a dogmatikus irodalompolitika következtében nem tudott publikálni. 1952-ben felkérték, hogy a magyar írók által Rákosi Mátyás 60. születésnapjára összeállított köszöntő kötetbe írjon. Tersánszky A nadrágtartógyáros címmel írt egy művet. Az alacsony Rákosiról köztudott volt, hogy nadrágtartót hordott. A hatalom ezt Rákosi kigúnyolásának vette. Az írás természetesen nem került be az ünnepi kötetbe.
Munkakedvét ezek után se vesztette el. Mint sokan mások, ekkoriban ő is meséket, bábjeleneteket írt, valamint maradandó értékekkel gyarapította a magyar ifjúsági irodalmat. 1955-ben válogatott novelláskötetének kiadásával tért vissza az irodalmi életbe; 1957-ben pedig világot látott elbeszéléseinek kétkötetes gyűjteménye is, A tiroli kocsmáros címmel.
1960-ban hunyt el felesége, akit példás odaadással ápolt élete végéig.
Utolsó jelentős műve, a Nagy árnyakról bizalmasan című emlékezésgyűjtemény 1962-ben jelent meg, ebben neves irodalmi kortársainak portréját rajzolta meg némi iróniával.
1965 nyarán másodszor is megnősült, Szántó Margitot vette feleségül.
Halála előtt még megérhette néhány színházi bemutatóját. A János kórházban hunyta le szemét örökre, 1969. június 12-én.
Munkásságát többször is Baumgarten-díjjal jutalmazták (1929, 1930, 1931, 1934) 1949-ben pedig Kossuth-díjat kapott.
Három évtizedig élt Budán az Avar utcában. A Németvölgy és Krisztinaváros jellegzetes alakja volt. Naponta találkozhattak vele a környék lakói, nemegyszer – utcai – tilinkójátékával is elbűvölte az éppen arra járókat. Mindennapos vendége volt a környék szép számú borozójának, kocsmájának. Asztalánál a művésztársak mellett helyet foglalhatott bárki, a "TF"-es hallgatótól a Déli pályaudvar "Tüzép" telepének szenes emberéig.

## Művei

### 1919-ig
- A tavasz napja sütötte... Novellák; Nyugat, Bp., 1911
- Viszontlátásra drága... Regény; Pallas Ny., Bp., 1916 (Nyugat folyóirat könyvei)
- A kék gondviselés, amelyről csak egy bizonyos. Regény; Táltos, Bp., 1918
- Kísérletek, ifjúság. Elbeszélések; Nyugat, Bp., 1918

### 1920–1944
- Mike Pál emlékei; Athenaeum, Bp., 192? (Ajándék)
- A Sámsonok; Magyarság, Bp., 1922 (A Magyarság könyvtára)
- A két zöld ász. Buzikán Mátyás a hamiskártyás emlékiratai. Regény; Franklin, Bp., 1922
- Kakuk Marci ifjúsága; Amicus, Bp., 1923
- A repülő család. Regény; Athenaeum, Bp., 1923
- Jámbor Óska. Regény; Pallas, Bp., 1924
- A céda és a szűz; Amicus, Bp., 1925
- A havasi selyemfiú; Amicus, Bp., 1925
- Rossz szomszédok. Regény; Grill, Bp., 1926 (A toll mesterei)
- Az őrült szerelme; Tolnai, Bp., 1928
- A margarétás dal; Nyugat, Bp., 1929
- A nevelőkisasszony. Regény; Pesti Napló, Bp., 1930
- Az elveszett notesz; Világvárosi Regények Kiadóvállalat, Bp., 1932 (Világvárosi regények)
- Szerenád; Révai, Bp., 1934 (Magyar mesgyén)
- Kakuk Marci a zendülők közt; Nyugat, Bp., 1934
- Kakuk Marci vadászkalandja; Franklin Társulat, Bp., 1935
- Kakuk Marci szerencséje; Athenaeum, Bp., 1936
- Legenda a nyúlpaprikásról; Dante, Bp., 1936
- A szerelmes csóka; Franklin, Bp., 1937
- Kakuk Marci kortesúton; Athenaeum, Bp., 1937
- Majomszőrpárna. Történet a férfiről, aki elveszett egy nő hajában; Törekvés Ny., Bp., 1938 (Új magazin könyvek)
- A magyarok története; Cserépfalvi, Bp., 1938 (angolul, franciául is)
- A vezérbika emlékiratai; Cserépfalvi, Bp., 1938
- Legenda a nyúlpaprikásról. Regény; Harmonia Kultúrbizottság, Bp., 1939 (Magyar írás – magyar lélek)
- Mese a buta nyúlról; Officina, Bp., 1939 (Officina mesekönyvek)
- Az én fiam!; Athenaeum, Bp., 1940
- Az ékköves melltű. Regény; Centrum, Bp., 1941 (A Film Színház Irodalom regénymelléklete)
- Az amerikai örökség; Nyugat, Bp., 1941
- A bátor nyírőlegény. Regény; Magyar Népművelők Társaság, Bp., 1941 (Érdekes regények. Röptében a világ körül)
- Okos és Oktondi; Officina, Bp., 1941
- Annuska; Nyugat, Bp., 1941
- Ligeti Ernő: Jákób az angyallal. Kis regény / Tersánszky J. Jenő: Forradalom a jég között. Kis regény; Grafika Ny., Nagyvárad, 1942 (Örök betűk)
- A gyilkos; Napsugár, Bp., 1942 (Napsugár könyvek)
- Kakuk Marci. Regény. 1-2.; teljes kiad.; Magyar Élet, Bp., 1942
- Az átok; Stádium Ny., Bp., 1942 (Nemzeti könyvtár)
- A vén kandúr; Áchim, Bp., 1942 (Százezrek könyve)
- Selyemfiú. Regény; Jelen, Bp., 1942 ("Jelen" könyvkiadó modern sorozata)
- Szerelmi bonyodalom; Áchim, Bp., 1943 (Százezrek könyve)
- Furcsa kísértet; Hungária Ny., Bp., 1943 (Százezrek könyve)
- Az élet titka. A király bölcsessége; Áchim, Bp., 1943 (Százezrek könyve)
- Kakuk Marci rendet csinál; Áchim, Bp., 1943 (Százezrek könyve)
- A milliomos kalandjai; Áchim, Bp., 1943 (Százezrek könyve)
- Győz a becsület; Áchim, Bp., 1943 (Budapesti regények)
- "Vadregény". Regény; Egyetemi Ny., Bp., 1943
- Pimpi, a csíz és egyéb elbeszélések; Egyetemi Ny., Bp., 1943
- Tíz taktus története; Új Hang, Bp., 1943
- Az elnök úr inasévei. Regény; Bersenyi, Bp., 1943
- Az ékszer; Rubletzky, Bp., 1943 (Budapesti regények)
- Kaland a villában; Aesopus, Bp., 1944
- Új legenda; Keresztes, Bp., 1944

### 1945–1969
- A félbolond. Regény; Egyetemi Ny., Bp., 1947
- III. Bandika a vészben; Stúdió, Bp., 1947
- Én fogom az aranyhalat; Magyar Központi Híradó Ny., Bp., 1947 (Rádió gyermekújság könyvek)
- Sziget a Dunán. Regény; Révai, Bp., 1948 (Révai könyvtár)
- Egy ceruza története. Regény; Révai, Bp., 1948
- Egy szarvasgím története. Ifjúsági regény; Révai, Bp., 1948
- Végh György–Visegrádi Gabriella–Tersánszky Józsi Jenő: Mesék, versek, játékok; Szikra, Bp., 1948
- Egy kézikocsi története. Regény; Révai, Bp., 1949 (Révai könyvtár)
- Hárs László: A menyecske meg a pap / Tersánszky J. Jenő: Olgi, Gyurka, Lonci; Művelt Nép, Bp., 1952 (Bábszínpad)
- Táltos bárány; Művelt Nép, Bp., 1953 (Bábszínpad)
- A harmadik fiú. Mesejáték; Művelt Nép, Bp., 1953 (Színjátszók könyvtára)
- Misi Mókus kalandjai; Ifjúsági, Bp., 1953
- Tersánszky J. Jenő: A gyomorerősítő / Füsi József: Szüret előtt; Honvéd, Bp., 1954 (Szabad Hazánkért kiskönyvtára)
- A síró babák; Népszava, Bp., 1954 (Színjátszók könyvtára)
- Egy biciklifék története; Magvető, Bp., 1955
- A vándor. Válogatott elbeszélések; Szépirodalmi, Bp., 1955
- Makk Marci hőstette; bábterv. Papp Tamás, jelenetterv., fénykép Langer Klára; Ifjúsági, Bp., 1956
- A szerelmes csóka és más regények; Magvető, Bp., 1956
- Viszontlátásra, drága... Összegyűjtött kisregények; Magvető, Bp., 1957
- Kacor Dani csínyjei; Magvető, Bp., 1957
- Illatos levélkék; Magvető, Bp., 1958
- A tiroli kocsmáros. Elbeszélések. 1910-1958; Magvető, Bp., 1958
- Nagy árnyakról bizalmasan; Magvető, Bp., 1962
- Rekőttes. Regény; Magvető, Bp., 1963
- Sarkantyúvirág; Magvető, Bp., 1963
- Nagy árnyakról bizalmasan; 2., bőv. kiad.; Magvető, Bp., 1964
- Új legenda és más regények; Magvető, Bp., 1967
- Életem regényei; Magvető, Bp., 1968

### 1970–1989
- Sziget a Dunán. Kisregények; Magvető, Bp., 1970
- A kegyelmesasszony portréja; Magvető, Bp., 1971
- A veszedelmes napló. Kisregények, elbeszélések; Magvető, Bp., 1972
- Barbara szerelme; Magvető, Bp., 1972
- Tollal és gitárral; Magvető, Bp., 1973
- Három történet; Magvető, Bp., 1975 (Tersánszky Józsi Jenő válogatott művei)
- A havasi selyemfiú. Válogatott kisregények; Magvető, Bp., 1976 (Tersánszky J. Jenő válogatott művei)
- Bűnügy, lélekelemzéssel; Magvető, Bp., 1976
- Jancsi, a csacsi; Móra, Bp., 1977 (Már tudok olvasni)
- A síró babák és más mesék; Móra, Bp., 1977
- Tersánszky Józsi Jenő válogatott művei; vál., szöveggond., jegyz. Tarján Tamás; Szépirodalmi, Bp., 1978 (Magyar remekírók)
- A vén kandúr; 2. bőv. kiad.; Magvető, Bp., 1980 (Tersánszky J. Jenő válogatott művei)

### 1990–
- Kakuk Marci hősszínész; Magyar Hírlap–Maecenas, Bp., 1993 (Havi klasszikusok)
- A kegyetlen primadonna. Válogatott novellák; vál., szerk. Domokos Mátyás; Osiris-Századvég, Bp., 1995 (Osiris könyvtár Irodalom)
- Csöndes emberek; szerk. Annus József; Szabad Föld, Bp., 2000 (Szabad Föld kiskönyvtár)
- Nela, Sa, Veron; Holnap, Bp., 2005
- Grillusz úr sárgarigói; Holnap, Bp., 2010
- A rejtelmes bábu; Holnap, Bp., 2011
- Delírium. Válogatott novellák; szerk. Nyerges Gábor Ádám; Holnap, Bp., 2021

## Díjai, elismerései

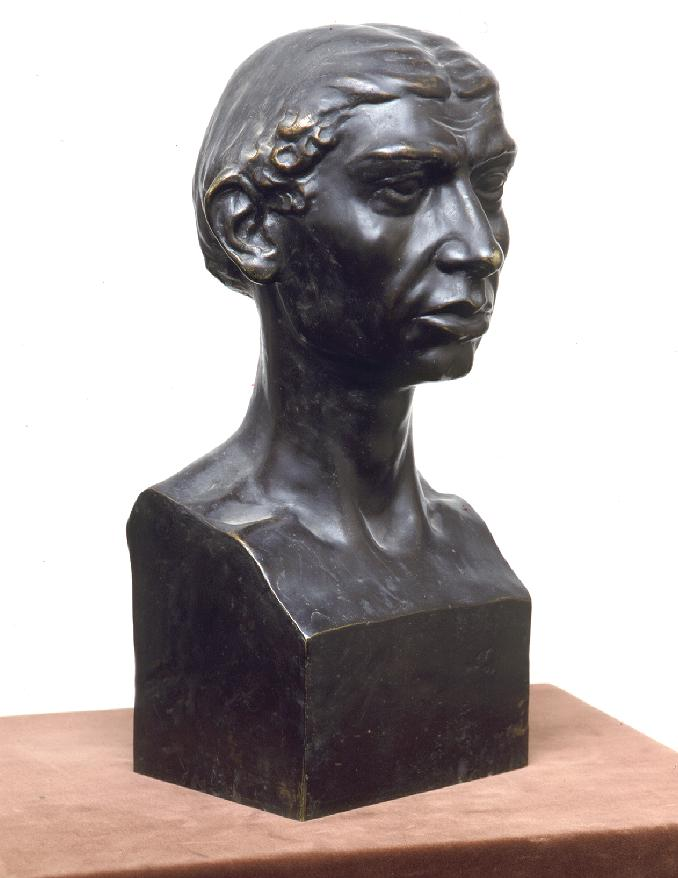
Tersánszky mellszobra (Fémes Beck Vilmos alkotása)

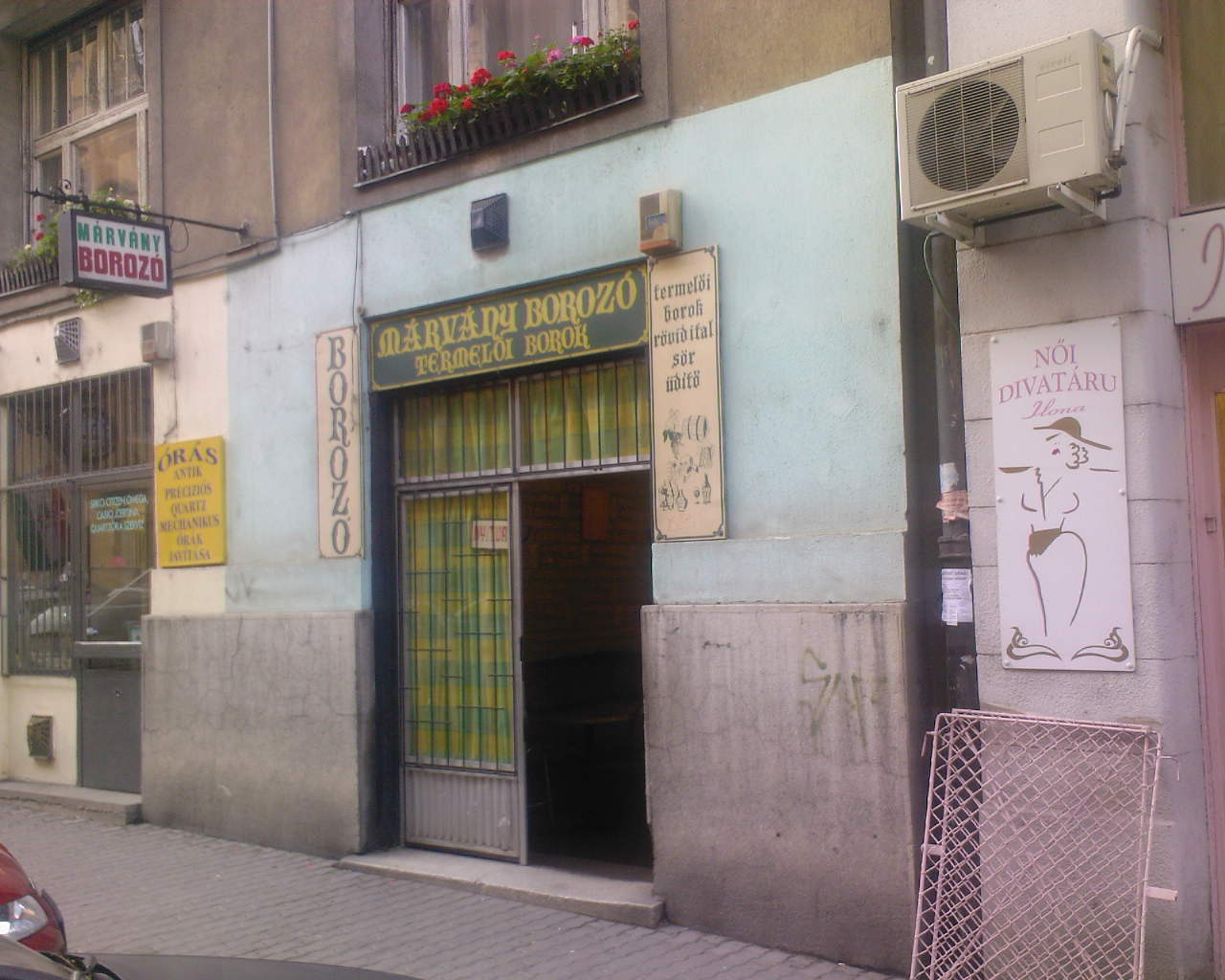
Egyik kedvenc borozója a XII. kerület Márvány utca 27. számú házban.

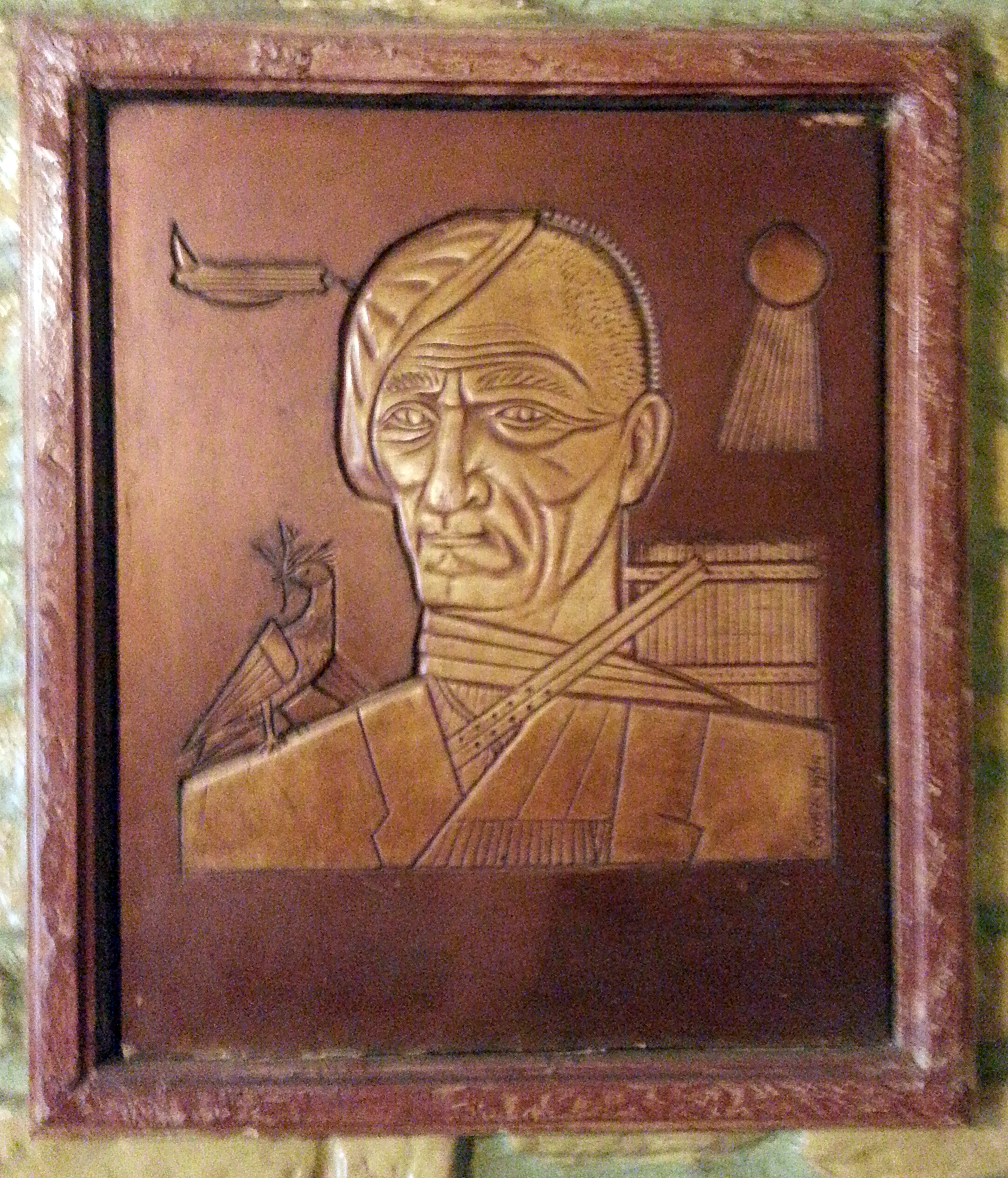
Portréja a borozóban

- Baumgarten-díj (1929, 1930, 1931, 1934)
- Kossuth-díj (1949)

## Emlékezete
- Fémes Beck Vilmos szobrász megörökítette az örökvidám, édes-keserű Tersánszky-fejet 1910-ben.
- Emléktáblája egykori lakóházán (Bp., XII. kerület, Avar utca 9.)
- Nagybányán emléktábla áll a szülőház helyén. [10]

## Érdekességek
- Tersánszky Józsi Jenővel – az ötvenes években – sokan mint zenésszel, együttesvezetővel találkoztak először. A vasárnap délutáni Kincses Kalendárium című rádióműsornak társaival együtt visszatérő fellépői voltak. A „Furulyás író” Zelk Zoltánt is megihlette.
- Szertornász múltjára, eredményeire büszkébb volt, mint Kossuth-díjára. Talán nem véletlenül lakott a Testnevelési Főiskola mögött, az Avar utcában.
- Nagy borivó volt, állandó vendége a Márvány, a Mészáros utca és a szűkebb környék vendéglőinek, borozóinak. A bor elsősorban mesélőkedvére volt hatással. „Dőltek belőle” a „terszánszkyádák”, ahogy Galsai Pongrác nevezte ezeket.